# Impost indirecte
Un impost indirecte és un tipus d'impost que grava el contribuent no directament sobre el seu patrimoni i la seva renda (com és el cas dels impostos directes) sinó a través de serveis o productes que utilitza. Els impostos indirectes són sempre regressius, és a dir, que qui té major renda paga un percentatge menor d'aquesta.
Alguns impostos indirectes són l'IVA, l'impost de matriculació de vehicles, l'impost sobre combustible (gasolina i fuel), l'ecotaxa, l'impost sobre el joc, els aranzels de les duanes, l'Impost de Mercaderies Indirecte (IMI), l'impost sobre la recollida d'escombraries, el cànon de la SGAE, l'impost sobre el consum d'aigua, d'electricitat, etc.